# 李正連
李 正連（イ ジョンヨン、1972年 - ）は、韓国出身の教育学者。東京大学大学院教育学研究科教授、日本社会教育学会副会長。

## 人物・経歴
大韓民国忠清南道生まれ。東国大学校教育学科を経て、2005年名古屋大学大学院教育発達科学研究科博士課程修了、博士（教育学）。公州大学校非常勤講師、愛知県立大学非常勤講師、名古屋大学大学院教育発達科学研究科准教授等を経て、2011年東京大学大学院教育学研究科准教授。同年大韓民国学術院基礎学問育成優秀学術図書受賞。2021年日本社会教育学会副会長。2022年東京大学大学院教育学研究科教授。

## 著作
- 『韓国社会教育の起源と展開 : 大韓帝国末期から植民地時代までを中心に』大学教育出版 2008年
- 『日本の社会教育・生涯学習 : 新しい時代に向けて』（小林文人, 伊藤長和と共編著）大学教育出版 2013年
- 『国家主義を超える日韓の共生と交流 : 日本で研究する韓国人研究者の視点』（李旼珍, 鞠重鎬と共編）明石書店 2016年
- 『世界の生涯学習 : 現状と課題』（新海英行, 松田武雄と共編著）大学教育出版 2016年
- 『躍動する韓国の社会教育・生涯学習 : 市民・地域・学び』（梁炳贊, 小田切督剛, 金侖貞と共編著）エイデル研究所 2017年
- 『温暖化に挑む海洋教育 : 呼応的かつ活動的に』（田中智志編著）東信堂 2020年
- 『人生100年時代の多世代共生 : 「学び」によるコミュニティの設計と実装』（牧野篤編）東京大学出版会 2020年
- 『植民地朝鮮における不就学者の学び : 夜学経験者のオーラル・ヒストリーをもとに』博英社 2022年
- 『社会教育新論 : 「学び」を再定位する』（牧野篤編著）ミネルヴァ書房 2022年